# Klasse van kapvlaktegemeenschappen
De klasse van kapvlaktegemeenschappen (Epilobietea angustifolii) is een klasse van syntaxa die typisch zijn voor droge, oligotrofe tot mesotrofe standplaatsen in bosgebieden waarin door kap, brand of windworp de boomlaag plots verdwijnt. De begroeiingen uit de klasse kennen hun ecologisch optimum op kapvlaktes.

## Naamgeving en codering
- Duits: Weidenröschen-Waldlichtungsfluren
- Engels: Acid-nitrophilous woodland edge and clearing communities
- Syntaxoncode voor Nederland (rVvN): r35
- BWK-karteringscodes: se
- Natura2000-habitattypecode (EU-code): H6430

De wetenschappelijke naam Epilobietea angustifolii is afgeleid van een synoniem van de botanische naam van de klassekensoort wilgenroosje (Chamerion angustifolium, synoniem: Epilobium angustifolium).

## Fysiognomie
Het vegetatieaspect van de begroeiingen van de klasse van kapvlaktegemeenschappen wordt dikwijls bepaald door ruigtekruiden met overwegend opvallende, paarsroze en gele bloemen. De aspectbepalende soorten zijn wilgenroosje, boskruiskruid en vingerhoedskruid.

### Symmorfologie
Deze klasse wordt gekenmerkt door de afwezigheid van een boomlaag, met uitzondering van een enkele overblijver. Ook een struiklaag is meestal afwezig, tenzij in de vorm van braamstruiken en jonge loof- of naaldbomen.
De kruidlaag is dominant en bepaalt het beeld. Ze bestaat dikwijls uit hoog opschietende, licht- en warmteminnende pioniersoorten, meestal met opvallende roze of gele bloemen; wilgenroosje, boskruiskruid en vingerhoedskruid zijn karakteristieke soorten. Het zijn meestal planten die zich door lichte, pluizige zaden zeer ver kunnen verspreiden, of die reeds voordien in bermen en bosranden aanwezig waren.

## Ecologie
De klasse van kapvlaktegemeenschappen omvatten open, kruidachtige begroeiingen van tijdelijke aard in bosgebieden op oligotrofe tot mesotrofe, droge tot vochtige bodems. Ze ontstaan door plotse, ingrijpende gebeurtenissen met een sterke toename van de lichtinval en de temperatuur tot gevolg, waardoor de humus sneller mineraliseert en de trofiegraad plaatselijk stijgt.
Buiten bosgebieden kunnen we deze gemeenschappen ook terugvinden op plaatsen waar door het inwaaien van meststoffen de voedselrijkdom plaatselijk toeneemt, zoals op de overgang van akkers naar heide of van akkers naar duinvalleien.

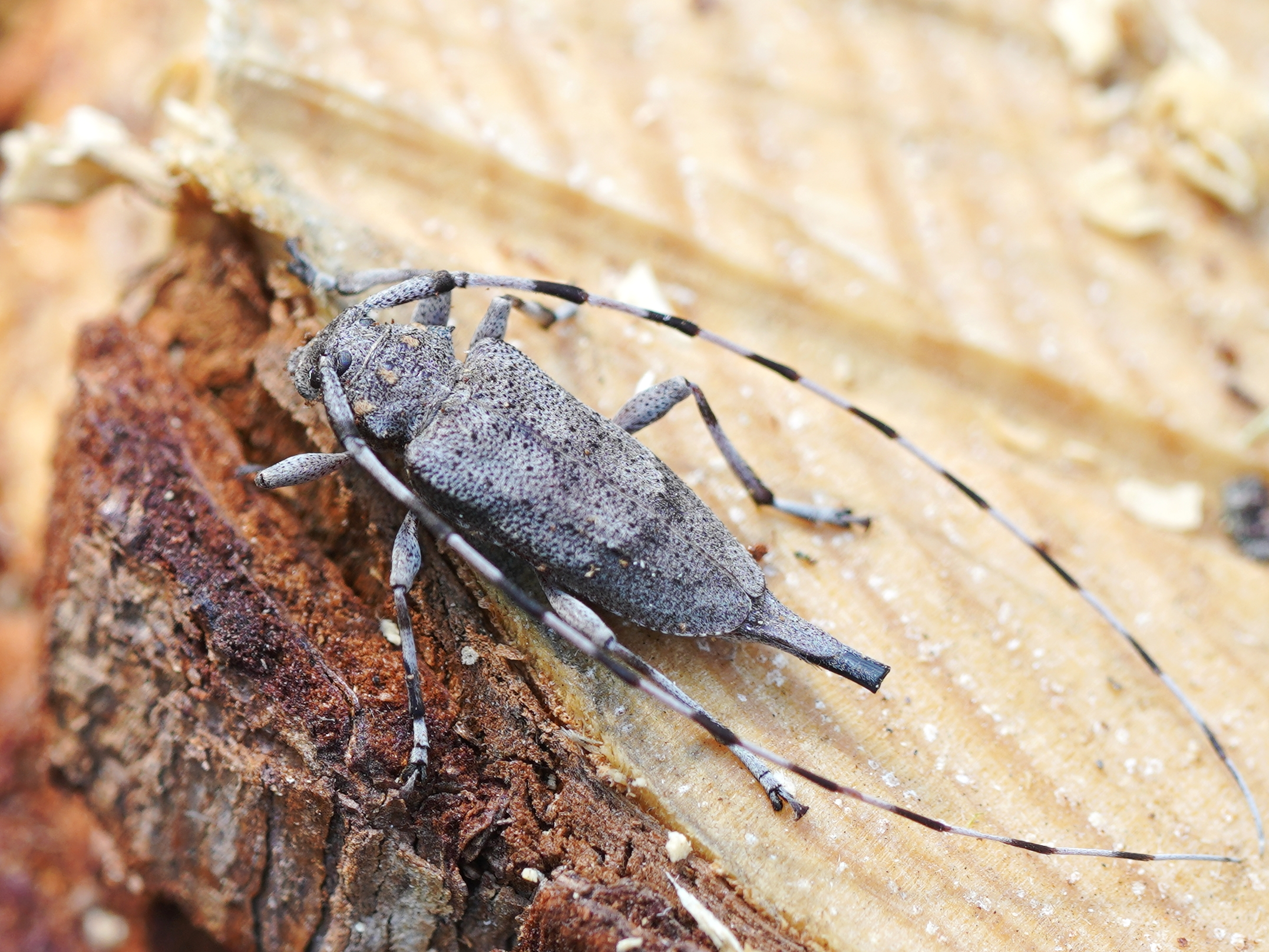
Tussen kapvlaktevegetatie waar vers naaldhout ligt, vindt de zeldzame timmerboktor vaak een broedplaats.

### Ontstaan en successie
Kapvlaktegemeenschappen ontstaan door bijvoorbeeld het kappen van een bos, bosbranden of windworp. Deze gemeenschappen ontwikkelen zich zeer snel, en evolueren binnen enkele jaren spontaan verder in gemeenschappen gedomineerd door grassen, door bramen (struwelen van de brummel-klasse) of doornstruwelen (trosvlier-orde).
Op termijn zullen zij zich verder ontwikkelen naar het oorspronkelijke bostype.
Niet overal zullen dergelijke gebeurtenissen leiden tot de vorming kapvlaktegemeenschappen; op plaatsen waar reeds een hoge trofiegraad aanwezig is, zullen eerder syntaxa uit de klasse van nitrofiele zomen ontstaan, terwijl op zeer natte standplaatsen waarschijnlijk syntaxa uit de klasse van natte strooiselruigten gaan optreden.

## Onderliggende syntaxa in Nederland en Vlaanderen
De klasse van kapvlaktegemeenschappen wordt in Nederland en Vlaanderen vertegenwoordigd door maar één associatie.
- - orde van kapvlaktegemeenschappen (Epilobietalia angustifolii)
    - wilgenroosje-verbond (Carici piluliferae-Epilobion angustifolii)
      - wilgenroosje-associatie (Senecioni-Epilobietum)

## Vegetatiezonering
In de vegetatiezonering komt vegetatie van de klasse van kapvlaktegemeenschappen vaak voor als contactgemeenschap van syntaxa uit de klasse van eiken- en beukenbossen op voedselarme grond, de klasse van naaldbossen, de brummel-klasse, de klasse van brem- en gaspeldoornstruwelen en zomen van de klasse van gladde witbol en havikskruiden en klasse van nitrofiele zomen. Als inslaggemeenschap vestigt zich soms de krulmos-associatie, vooral na natuurbranden.

## Diagnostische taxa voor Nederland en Vlaanderen

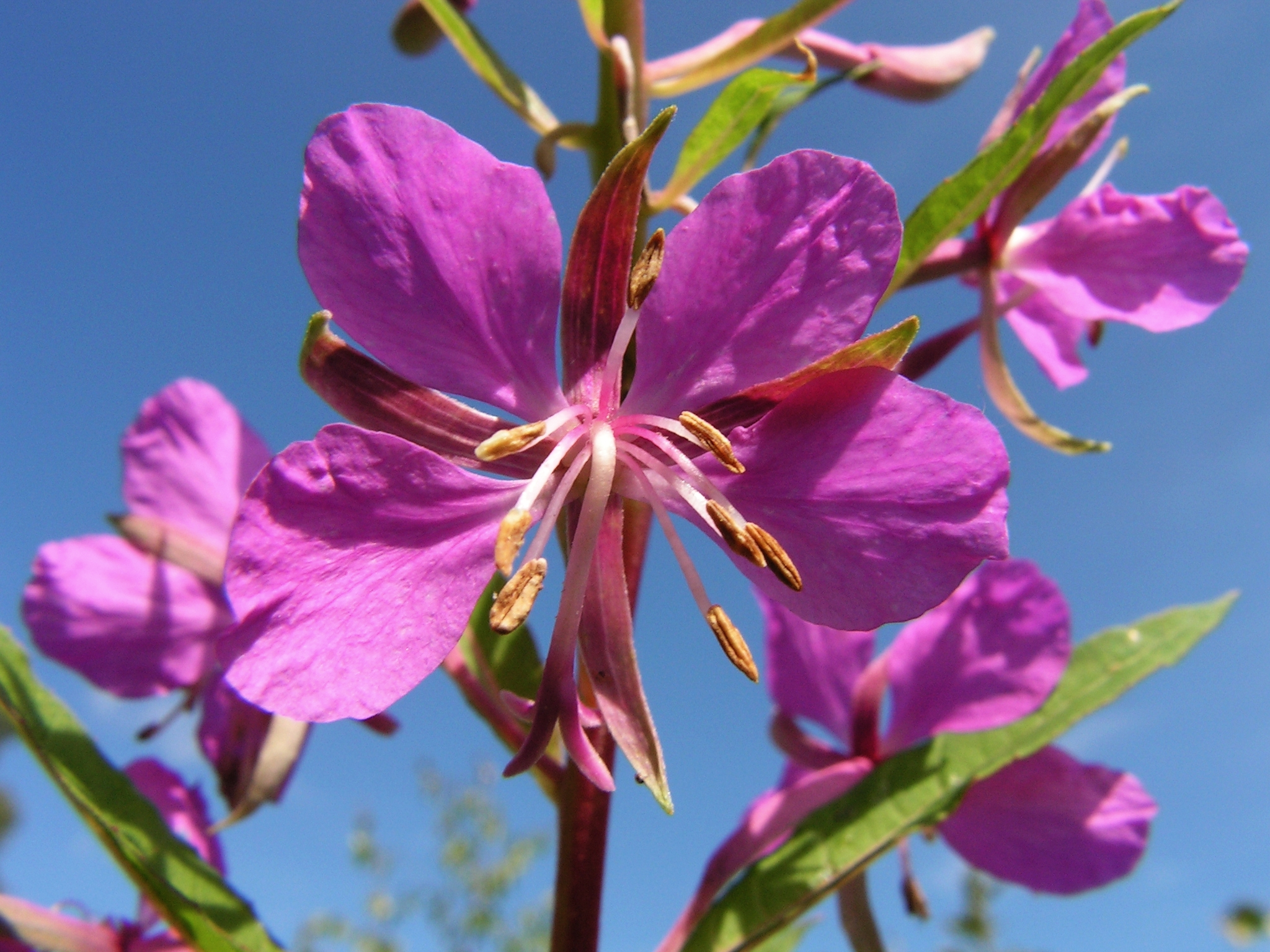
Wilgenroosje

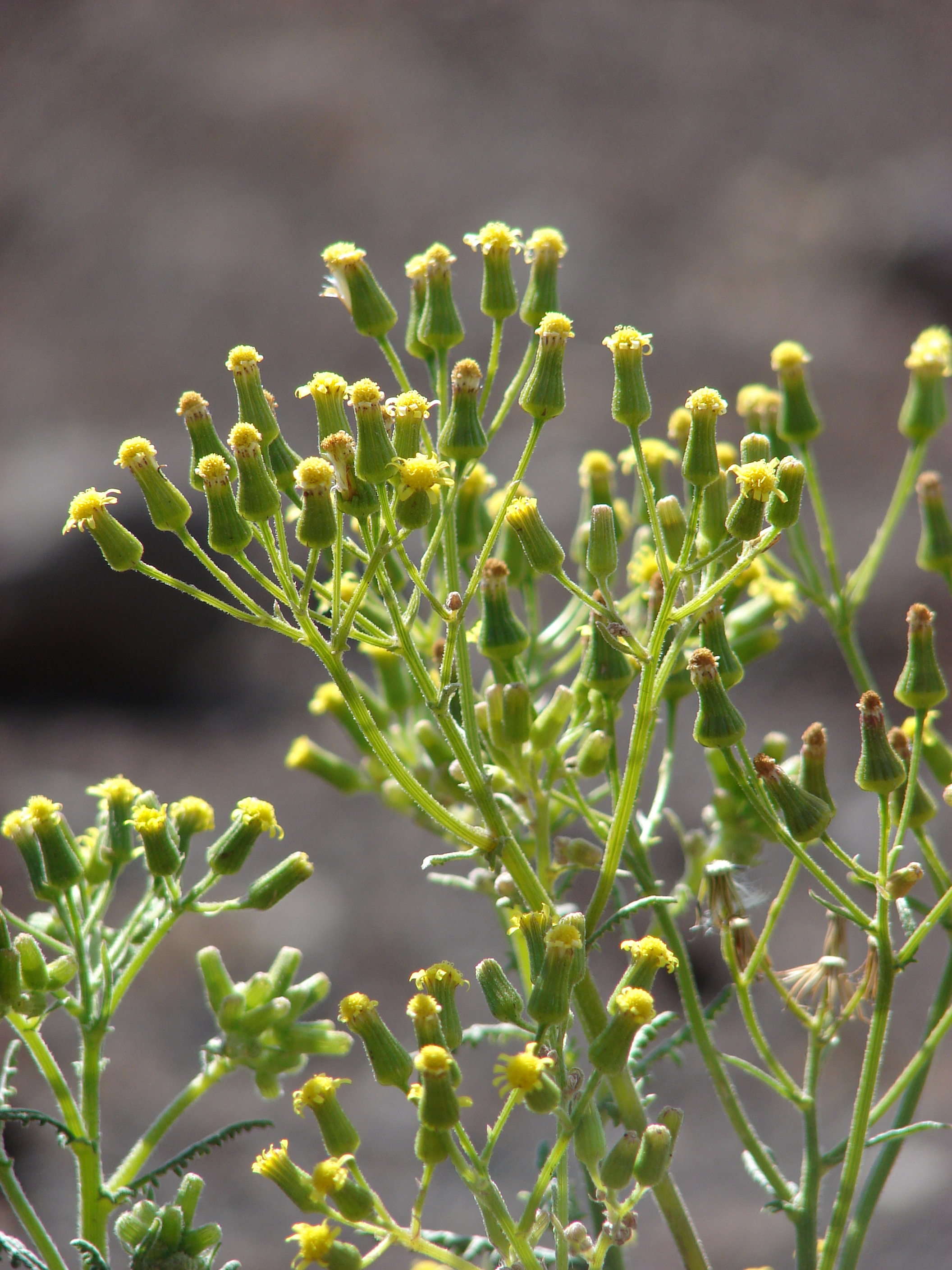
Boskruiskruid

Deze klasse heeft voor Nederland en Vlaanderen geen specifieke kensoorten, alhoewel wilgenroosje en boskruiskruid meestal wel aanwezig zijn.
Kruidlaag
| Kentaxon | Diff. soort | Presentie | Triviale naam    | Botanische naam            | Opmerking |
| -------- | ----------- | --------- | ---------------- | -------------------------- | --------- |
|          |             |           | wilgenroosje     | Chamaenerion angustifolium |           |
|          |             |           | boskruiskruid    | Senecio sylvaticus         |           |
|          |             |           | vingerhoedskruid | Digitalis purpurea         |           |
|          |             |           | bosdroogbloem    | Gnaphalium sylvaticum      |           |

Moslaag
| Kentaxon | Diff. soort | Presentie | Triviale naam  | Botanische naam      | Opmerking |
| -------- | ----------- | --------- | -------------- | -------------------- | --------- |
|          |             |           | gewoon krulmos | Funaria hygrometrica |           |

## Biologische Waarderingskaart
In de Biologische Waarderingskaart (BWK) van Vlaanderen en het Brussels Hoofdstedelijk Gewest is deze associatie opgenomen als kapvlakte (se).
Deze vegetatietypes staan alle gewaardeerd als 'Biologisch waardevol'.
Kapvlaktes worden in de BWK gekenmerkt als vlaktes zonder enige vegetatie tot en met een jong struweel, waarvan de soortensamenstelling afhankelijk is van het aanvankelijke bostype. In de praktijk gaat het daarbij dikwijls om gekapte populierenaanplant.